# Храноизнос
Дирекцията за закупуване и износ на зърнени храни (от 1934 година – Храноизнос) е държавна институция в България, функционирала от 1930 до 1947 година. Тя има за цел да предоставя непреки държавни субсидии за селското стопанство, като поддържа минимални нива на изкупните цени.

## История
Дирекцията е създадена през декември 1930 година като временна мярка, целяща да подпомогне земеделските производители през следващия сезон в условията на спада на цените на храните по време на Световната икономическа криза. Основният мотив за нейното основаване е политически, тъй като земеделците представляват огромната част от гласоподавателите в страната, а предстоят парламентарни избори. Финансовият министър Владимир Моллов обяснява необходимостта от планираните загуби на държавното съкровище с нуждата „да се запази вътрешния ред и спокойствието в страната“.
Първоначално Дирекцията получава монопол върху износа на зърно, но не и върху вътрешната търговия. Тя изкупува зърното на цени, по-високи от пазарните, и при продажбата му в чужбина реализира загуби, планирани при самото ѝ създаване.
За да компенсира част от загубите си, Дирекцията получава правото да изплаща до 2/3 от закупените стоки с т.нар. „данъчни бонове“. Те представляват банкноти с поставен специален печат, който ги прави валидни само за изплащане на данъци и задължения към държавната Българска земеделска банка (БЗБ). Въвеждането на данъчните бонове среща неодобрението на Българска народна банка, а някои финансисти направо ги определят като фалшиви пари. Самите земеделци приемат с нежелание тези бонове, до голяма степен поради намерението си изобщо да не погасяват просрочените си данъчни и кредитни задължения. Въпреки това към края на 1931 година в обращение вече са данъчни бонове с номинална стойност 400 милиона лева. През юли 1931 година е забранена търговията с бонове и е делът от стойността на стоките, изплащан с тях е намален до 30%, а през 1932 година тази практика е напълно премахната.
Поради огромните си загуби, достигащи около 200 милиона лева през 1933 година, Дирекцията е напълно декапитализирана и натрупва големи задължения към БЗБ, кооперации и частни земеделци. Положението бързо се влошава и заплашва стабилността на БЗБ, която пряко или чрез мрежата от кооперации е основният кредитор на земеделците в цялата страна. За да компенсира донякъде загубите, правителството въвежда специален данък върху брашното и хляба, прехвърляйки част от разходите по субсидиите върху потребителите, живеещи главно в градовете. Това не решава проблема и през 1933 година Дирекцията съкращава силно дейността си, като изкупува едва 75 хиляди тона зърно при 800 хиляди тона през предходната година.
През август 1934 година Дирекцията за изкупуване и износ на зърнени храни е преобразувана в Дирекция Храноизнос, която получава пълен монопол върху вътрешната и външна търговия със зърно. Към този момент Храноизнос има 143 милиона лева дългове към БЗБ, 117 милиона лева към различни общини и 100 милиона лева към земеделски производители. Краят на депресията намалява донякъде загубите, което позволява на Храноизнос да просъществува още известно време.
През следващите години срокът на дейността на Храноизнос е удължаван неколкократно, а обхватът на субсидираните стоки е разширен, като включва не само зърно, но също памук, вълна и други. Първоначално дирекцията е пряко подчинена на Министерския съвет, по-късно е прехвърлена към Министерството на търговията, промишлеността и труда. През юни 1947 година е преобразувана в Главна дирекция на храноснабдяването при Министерството на търговията и продоволствието.